# Linia nuchală inferioară
Linia nuchală inferioară sau linia curbă occipitală inferioară (Linea nuchalis inferior, Linea nuchae inferior) este o proeminență aflată pe fața exocraniană a solzului osului occipital, care se extinde lateral de la mijlocul crestei occipitale externe spre procesul jugular (Processus jugularis). Pe partea laterală a ei se inserează mușchiul marele drept posterior al capului (Musculus rectus capitis posterior major), iar pe partea medială se inserează mușchiul micul drept posterior al capului (Musculus rectus capitis posterior minor).